# Chaetomys subspinosus
Chaetomys subspinosus е вид гризач от семейство Дървесни бодливи свинчета (Erethizontidae). Видът е уязвим и сериозно застрашен от изчезване.

## Разпространение и местообитание
Разпространен е в Бразилия.
Обитава гористи местности, савани и плантации в райони с тропически климат.

## Описание
На дължина достигат до 60 cm, а теглото им е около 1,3 kg.
Популацията на вида е намаляваща.